# Сидама (регион)
Сидама (амх. ሲዳማ ክልል) — один из 12-ти регионов (штатов) Эфиопии. Образован 18 июня 2020 году из зоны Сидама региона наций, национальностей и народов Юга после референдума 2019 года с результатом 98.52% голосов в пользу увеличения автономии. Административный центр — город Ауаса.

## География
Регион Сидама расположен к северо-востоку от озера Абая и к юго-востоку от озера Ауаса.

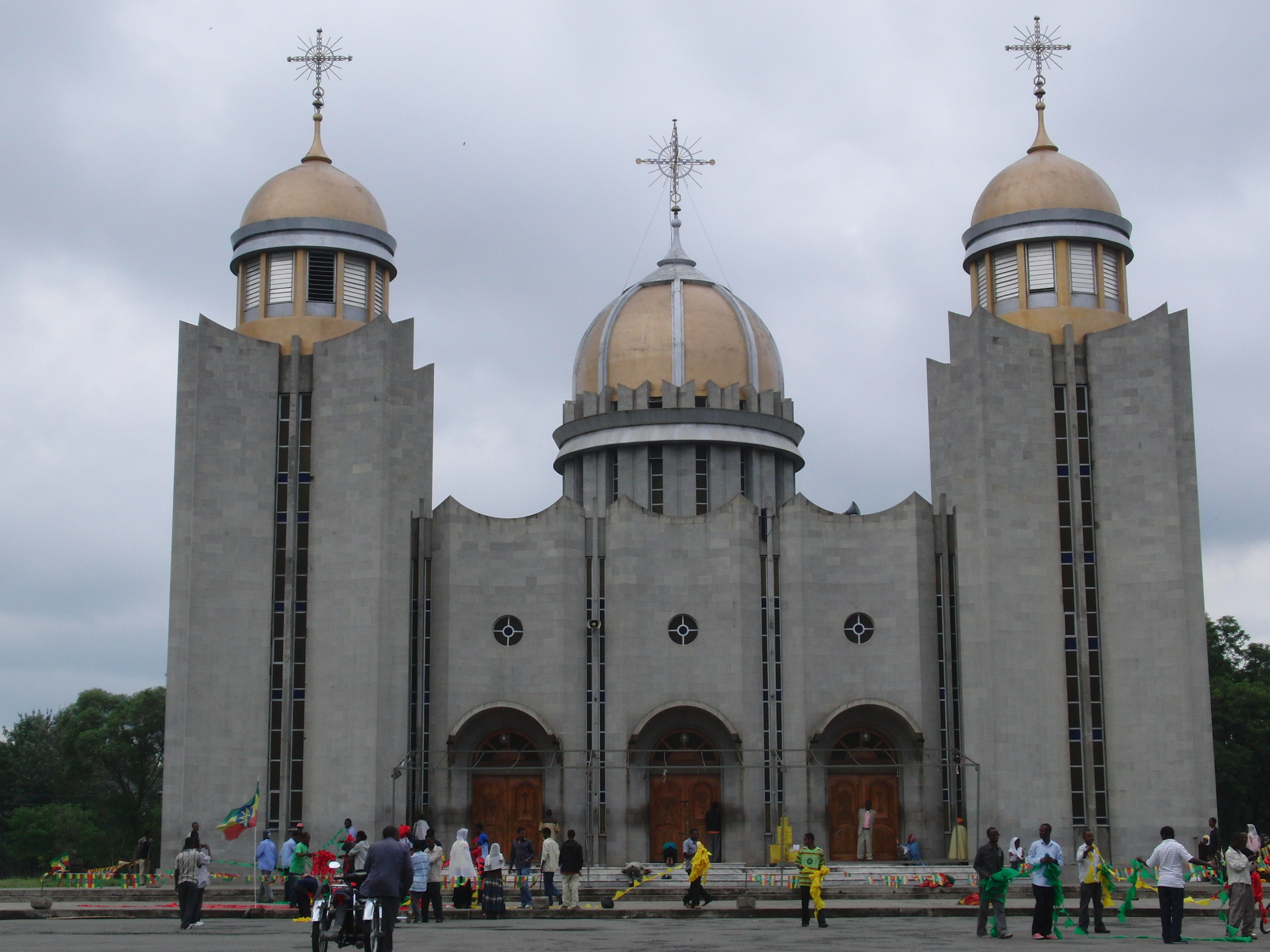
Эфиопская православная церковь Святого Гавриила, Ауаса

## Экономика
Большинство населения живёт за счёт фермерства. В частности, крупный рогатый скот считается мерой богатства. Сидама выращивают несколько видов культур. Наиболее популярным сельскохозяйственным продуктом является кофе.

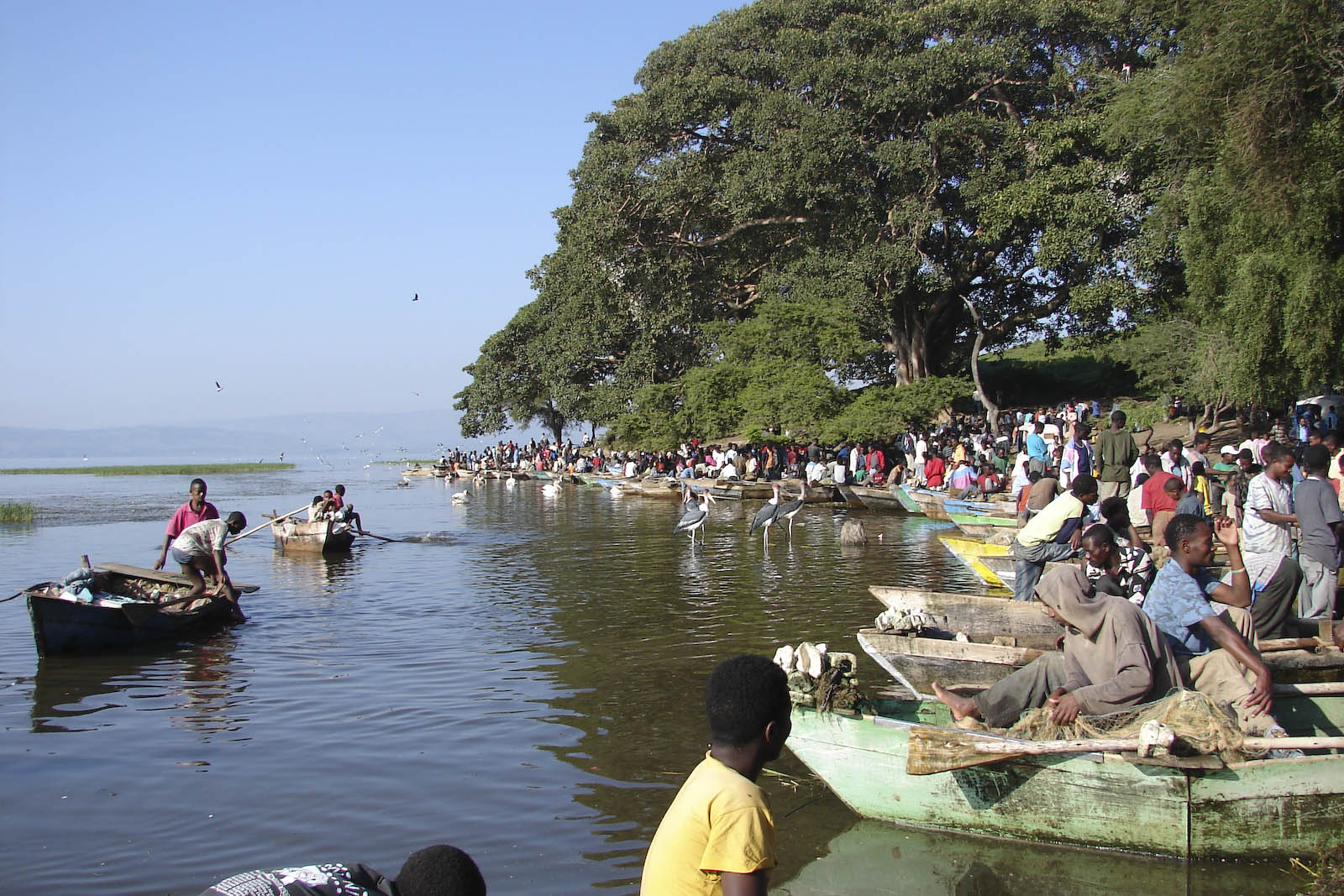
Рыбный рынок

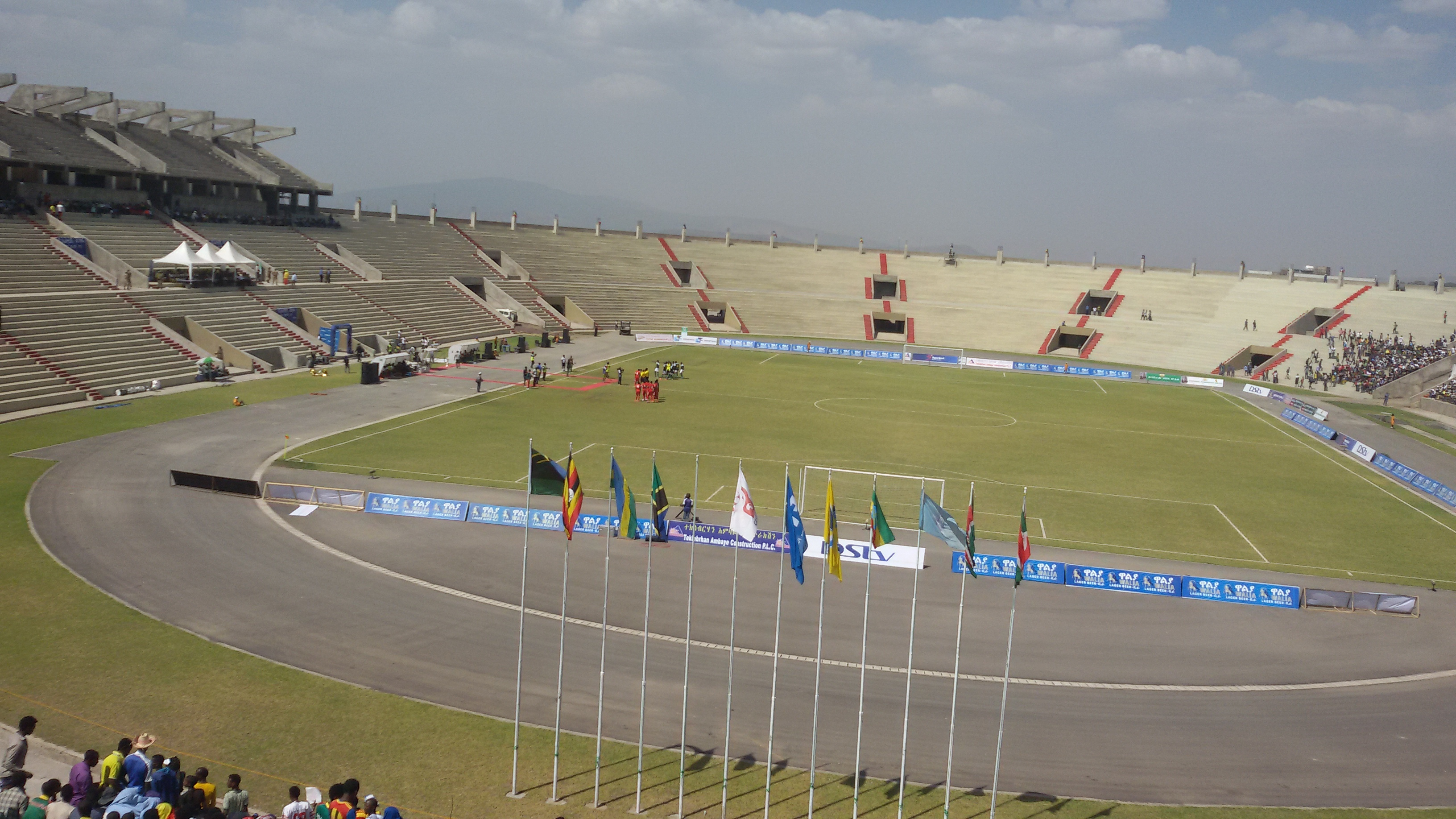
Стадион Ауасы